# Владимиров, Александр Анатольевич
Алекса́ндр Анато́льевич Влади́миров (род. 5 октября 1945 года, Куйбышев, СССР) — советский и российский философ, специалист по философским проблемам культурологии и глобализации. Доктор философских наук, профессор, заведующий кафедрой философии и социальных наук Волжской государственной академии водного транспорта.

## Биография
Родился 5 октября 1945 года в г. Куйбышеве семье главного инженера пароходства «Волготанкер» (позднее начальник Верхне-Волжской инспекции Речного Регистра).
В 1970 году окончил Горьковский педагогический институт иностранных  языков им. Н. А. Добролюбова по специальности «испанский, английский языки»; квалификация — «переводчик-референт по испанскому и английскому языкам». Проходил практику во время учёбы, а затем работал на Кубе.
В 1973 году вернулся в СССР и был приглашён на работу в районный комитет КПСС г. Горький и Горьковский городской комитет, где занимался высшими учебными заведениями. В Горьковском областном комитете КПСС работал в Доме политического просвещения.
В 1985 году Горьковском государственном университете им. Н. И. Лобачевского под научным руководством доктора философских наук, профессор И. В. Суханова защитил диссертацию на соискание учёной степени кандидата философских наук по теме «Социальные последствия научно-технической революции в области высшего образования» (специальность 09.00.01 — диалектический и исторический материализм).
С 1995 года — профессор и заведующий кафедрой философии и социальных наук Волжской государственной академии водного транспорта.
В 2001 году в Нижегородском государственном архитектурно-строительном университете защитил диссертацию на соискание учёной степени доктора философских наук по теме «Высшая школа как социальный институт и генератор интеллектуального потенциала гражданского общества» (специальность 09.00.11 — социальная философия).
Воспитанник Нижегородской философской школы заслуженного деятеля науки РФ, профессора И. В. Суханова.
Автор более 120 научных работ, среди них — 5 монографий, 7 учебных пособий (в том числе в
соавторстве).
Под научным руководством А. А. Владимирова защищены 7 кандидатских диссертаций.
Член диссертационного совета по защите докторских диссертаций при Нижегородском государственном архитектурно-строительном университете.
Член Философского общества. Член Общероссийской академии человековедения.
Член редакционной коллегии ежегодного сборника Общероссийской академии человековедения «Международная Нижегородская ярмарка идей».
Хобби: книги, автомобиль.
Имеет три внучки и одного внука.

## Награды
- медаль «З00 лет Российскому флоту»[1].
- нагрудный знак «Отличник речного флота» Министерства транспорта Российской Федерации, Почетная грамота Министерства транспорта Российской Федерации[1].

## Научные труды

### Монографии
- Зеленов Л. А., Владимиров А. А., Степанов Е. И. Современная глобализация (социально-философское исследование). Монография. — Н. Новгород: ВГАВТ, 2007. — 207, [1] с. : ил., табл.
- Зеленов Л. А., Балакшин А. С., Владимиров А. А. Современная глобализация : состояние и перспективы. / Международная ассоц. конфликтологов, Общероссийская акад. человековедения, Волжская гос. акад. водного трансп. — М.: URSS, 2010. — 298 с. : ил., табл. ISBN 978-5-9710-0270-3
- Зеленов Л. А., Балакшин А. С., Владимиров А. А. Прикладная культурология. — Н. Новгород: ВГАВТ, 2010. — 167 с. : ил., табл.
- Зеленов Л. А., Зеленов П. Л., Владимиров А. А. Многомерная типология науки: монография. /Федеральное агентство морского и речного трансп., Волжская гос. акад. водного трансп. — Нижний Новгород : ВГАВТ, 2010. — 131 с. : ил.
- Зеленов Л. А., Зеленов П. Л., Владимиров А. А. Философские проблемы модернизации: монография. — Нижний Новгород : Изд-во ФБОУ ВПО «ВГАВТ», 2011. — 182 с. : ил.
- Зеленов Л. А., Владимиров А. А. Антропономия: интегральная наука о человеке: монография / Федеральное агентство морского и речного трансп., Федеральное гос. образовательное учреждение высш. проф. образования «Волжская гос. акад. водного трансп.», Общероссийская акад. человековедения [и др.]. — Нижний Новгород : Гладкова О. В., 2011. — 141 с. : ил.
- Зеленов Л. А., Зеленов П. Л., Владимиров А. А. Многомерная типология науки: монография. /Федеральное агентство морского и речного трансп., Волжская гос. акад. водного трансп. — Нижний Новгород : ВГАВТ, 2011. — 179 с. : ил.
- Зеленов Л. А., Балакшин А. С., Владимиров А. А. Философия культуры [Текст] : монография. — Нижний Новгород : Изд-во ВГАВТ, 2012. — 482 с. : ил.

### Учебные пособия
- Зеленов Л. А., Владимиров А. А., Щуров В. А. История и философия науки : учеб. пособие для магистров, аспирантов и соискателей вузов. — Н. Новгород: ВГАВТ, 2004. — 245, [1] с. : ил.;
  - Ч. 2: Философские проблемы социально-гуманитарных наук. — 2005. — 120, [2] с.
- Зеленов Л. А., Владимиров А. А., Щуров В. А. История и философия науки: учеб. пособие. — М.: Флинта : Наука, 2008. — 472 с. — ISBN 978-5-9765-0257-4 (Флинта). — ISBN 978-5-02-034746-5 (Наука)
- Зеленов Л. А., Владимиров А. А., Щуров В. А. История и философия науки: учебное пособие. — 2-e изд., стереотип. — М.:: Флинта : Наука, 2011. — 471, [1] с. : ил., табл. ISBN 978-5-9765-0257-4 (Флинта)
- Зеленов Л. А., Балакшин, А. А., Владимиров А. А. Основы философии : учебное пособие. — Нижний Новгород : ННГАСУ, 2012. — 231 с. : ил. ISBN 978-5-87941-832-3

### Статьи
- Степанов Е. И., Зеленов Л. А., Владимиров А. А. Конфликтологический анализ места и роли России в процессе современной глобализации // Конфликтология. — № 4. — 2008. — С. 43-64 (Часть I, Часть II)

### Научная редакция
- Смирнов А. Н. Типология и функции самоуправления: монография. / Под науч. ред. А. А. Владимирова. — Н. Новгород: Волжская государственная академия водного транспорта , 2007. — 80 с.